# Antônio de Castro Mayer
Antônio de Castro Mayer (Campinas, 20 de junho de 1904 – 25 de abril de 1991) foi bispo católico da Diocese de Campos, no estado brasileiro do Rio de Janeiro. Participou do Concílio Vaticano II. Foi grande crítico do progressismo em um ambiente pós-conciliar. Foi o fundador e líder da "União Sacerdotal São João Maria Vianney".
Diversas de suas "Cartas Pastorais" contra o progressismo e em defesa dos dogmas e da crença católica em sua diocese eram best-sellers no Brasil na época e receberam traduções em diversas línguas.
Em 1969, quando o Papa Paulo VI promulgou a revisão do Missal Romano, preservou na diocese de Campos a Missa tridentina, onde os padres continuavam a celebrar a forma anterior.
Depois de 1981, quando Dom Mayer torna-se Bispo emérito, seu sucessor na diocese, Dom Carlos Navarro, exclui e suspende todos os padres associados à missa do Rito de Pio V, que, então, se reúnem na "União Sacerdotal São João Maria Vianney", chefiada e assistida por Dom Mayer. Posteriormente Dom Mayer e a União Sacerdotal tornam-se parceiros da Fraternidade Sacerdotal São Pio X e de Dom Marcel Lefebvre, e participam das sagrações dos Bispos em Écône, em 1988. Dom Mayer faleceu em 1991, e foi substituído na liderança da União Sacerdotal, por Dom Licínio Rangel.

## Infância e ministério presbiteral

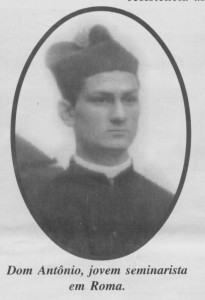
Antônio como seminarista em Roma.

Filho de John Mayer, imigrante alemão proveniente da cidade de Stettfeld, na Baviera, e de Francisca de Castro Mayer, de uma família numerosa — 12 filhos — e muito católica, ficou órfão de pai aos 7 anos incompletos. Entra para o Seminário Menor do Bom Jesus de Pirapora aos doze anos. Em 1922, inicia os estudos no Seminário Maior, em São Paulo, e, devido ao seu excelente desempenho, é enviado para Roma por Dom Duarte Leopoldo e Silva, a fim de completar seu curso eclesiástico na Universidade Gregoriana. No dia 30 de outubro de 1927, é ordenado sacerdote pelo Cardeal Basilio Pompilj, Vigário Geral de sua Santidade o Papa Pio XI. Pouco depois, recebe na mesma universidade o grau de doutor em teologia.
Após retorno ao Brasil, foi professor no Seminário em São Paulo, durante treze anos, leccionando Filosofia, História da Filosofia e Teologia Dogmática. Em 1940, é nomeado assistente geral da Acção Católica, cujo presidente era Plínio Corrêa de Oliveira. Em 1941 é nomeado cônego catedralício do Cabido Metropolitano de São Paulo e, um ano depois, torna-se Vigário Geral. Em 1945, é Vigário Ecónomo da Paróquia de São José do Belém, ocupando-se ao mesmo tempo das cátedras de religião e Doutrina Social da Igreja, respectivamente na Faculdade de Direito e no Instituto Sedes Sapientiae, ambas pertencentes à Pontifícia Universidade Católica de São Paulo.

## Episcopado
Em 6 de março de 1948, é elevado, pelo Papa Pio XII, a bispo titular de Priene e coadjutor, isto é, com direito a sucessão, da Diocese de Campos. No dia 23 de maio do mesmo ano, o Núncio apostólico no Brasil, Dom Carlo Chiarlo, oficia a cerimônia de sagração, tendo como assistentes: Dom Ernesto de Paula, bispo de Piracicaba e Dom Geraldo de Proença Sigaud, bispo de Jacarezinho, na Igreja de Nossa Senhora do Carmo, em São Paulo. Em 1949, torna-se bispo diocesano de Campos.
Desde que foi investido de sua missão episcopal em 1948, Dom Antônio percorreu toda a diocese para conhecer in loco a situação espiritual e material de seus diocesanos. Pôde ele dirigir assim a reorganização da vida das paróquias, tanto no interior como nas cidades. Conseguiu também resolver velhos problemas que paralisavam a atividade das Ordens Terceiras Franciscana e Carmelita, dando assim novo esplendor às Igrejas situadas em suas propriedades.
Em 1950, fundou o mensário "Catolicismo", que se tornou conhecido no Brasil e no exterior como exemplo de imprensa católica em combate contra o comunismo e liberalismo, na ordem política e contra o modernismo e o progressismo, na ordem religiosa. Nele colaboravam Plínio Corrêa de Oliveira, José Azeredo dos Santos, Fernando Furquim de Almeida, ao lado de sacerdotes como Geraldo de Proença Sigaud, futuro arcebispo de Diamantina. Escreveu então uma "Carta Pastoral sobre problemas do Apostolado Moderno" que teve repercussão no Brasil e no mundo, pois mostrava as raízes de uma futura crise da Igreja.
Em 1956, abriu o Seminário Menor da Diocese na vila, hoje cidade, de São Sebastião de Varre-Sai. Em 1967, Dom Antônio obtém a permissão do funcionamento do Seminário Maior, com os cursos de Filosofia e Teologia (posteriormente transferida para Campos).
| “ | Tal obra começou sob a proteção e as bênçãos de Nossa Senhora? Não há de fracassar! | ” |

Suas Pastorais sobre Nossa Senhora, a insistência em suas homilias e retiros sobre a recitação do Rosário, ou, pelo menos, do terço cotidiano, a campanha do terço contínuo, a devoção às três Ave Marias, a ênfase na pregação da oração e da penitência, da Consagração ao Imaculado Coração de Maria e da devoção aos Primeiros Sábados atestam a importância que ele sempre atribuiu ao papel de Maria Santíssima na economia da salvação, na solução da crise contemporânea e na sua atividade episcopal. Aliás, como primeiro ato episcopal, instituiu em Campos a obrigatoriedade de se rezar 3 Ave-Marias após cada Sacrifício Incruento da Missa.
Durante o Concílio Vaticano II, D. António de Castro Mayer assumiu-se como um dos líderes da ala conservadora - "Coetus Internationalis Patrum". Depois de ter participado no Concílio, regressou à diocese onde foi irredutível na manutenção da tradição; especialmente no campo da ortodoxia, mas também, na ortopráxis: esta é a manifestação prática daquela, por isso tanto empenho em se resguardar as formas, a fim de se transmitir os conceitos. Campos foi a única diocese a manter, depois da promulgação da Missa do Vaticano II, a missa tridentina na diocese.

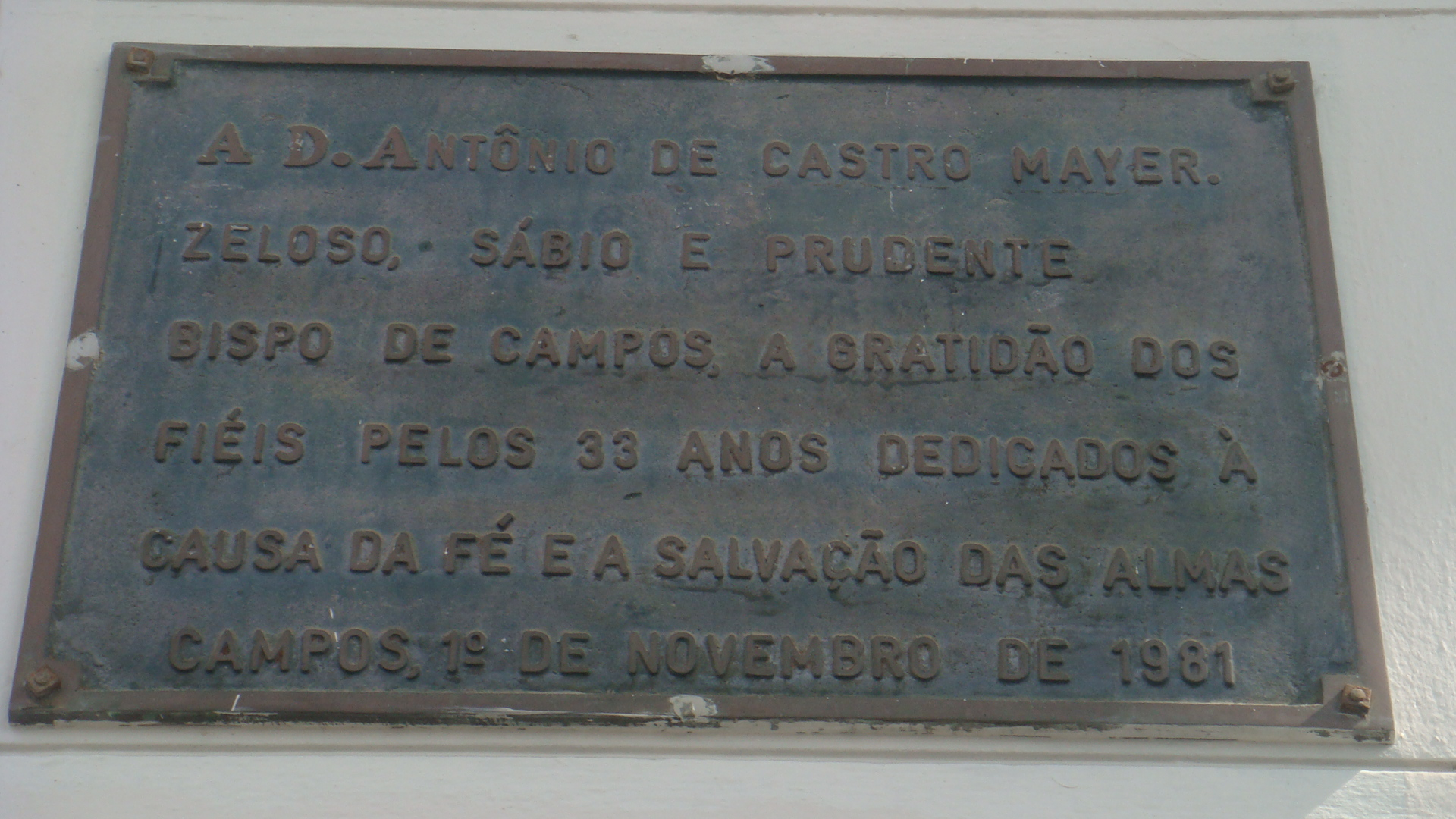
Placa de 1981, após a última Missa Pontifical Solene de Dom Mayer na Catedral de Campos, em sua fachada, homenageando-o.

No dia 1 de novembro de 1981, celebra pela última vez, Pontifical da Catedral de Campos dos Goytacazes:
| “ | A Dom Antonio de Castro Mayer, zeloso, sábio e prudente Bispo de Campos, a gratidão dos fiéis pelos 33 anos dedicados à causa da fé e à salvação das almas. Campos, 1o. de novembro de 1981 | ” |

## Brasão e lema

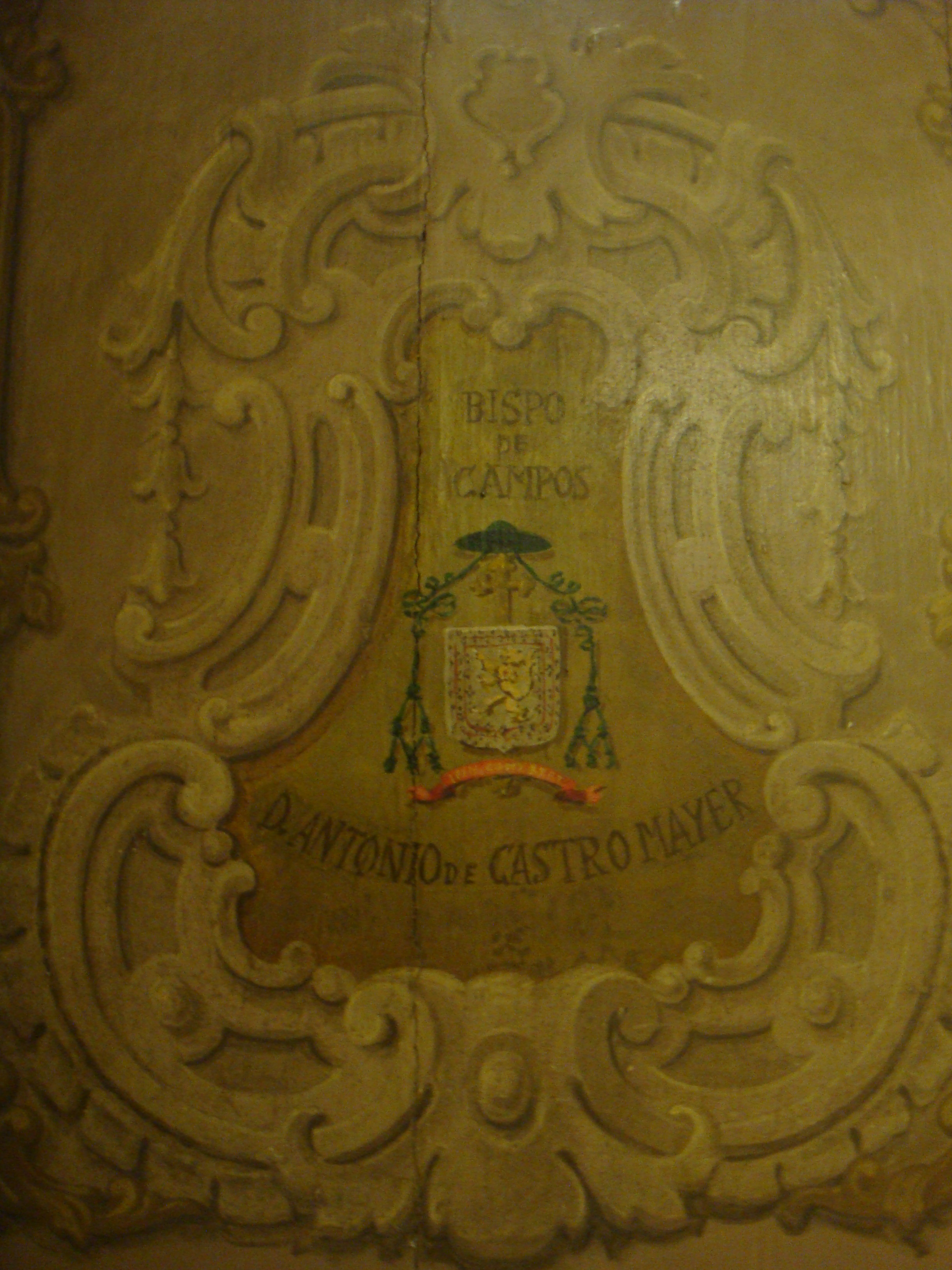
Afresco do Brasão de Dom Antônio Mayer, pintado na "Igreja de Nossa Senhora do Carmo", atendida pela Administração Apostólica em Campos dos Goytacazes. Sua ortodoxia e seu brasão, tornaram Dom Mayer conhecido como o "Leão de Campos".

Descrição: Escudo eclesiástico oval de arminho com um leão rampante de Jalde carregado de uma cruz grega de Goles, na espádua. O Leão dentro de uma orleta dupla de Goles. O escudo assente em tarja branca. O conjunto pousado sobre uma cruz trevolada de ouro. O todo encimado pelo chapéu eclesiástico com seus cordões em cada flanco, terminados por seis borlas cada um, tudo de verde. Brocante sobre a ponta da cruz um listel de Goles com o lema IPSA CONTERET, em letras de Jalde.
Interpretação: O escudo obedece as regras heráldicas para os eclesiásticos. O campo de arminho representa o forro do manto protetor de Nossa Senhora, conforme velha tradição bretã, que por sua pele traduz: alta dignidade e pureza, pois este animal, quando acuado, prefere morrer a sujar a pele na lama. O leão rampante se encontra em um campo de arminho, como Jesus se encontra em Maria Santíssima. Sendo o “Rei dos Animais”, representa fortaleza, bravura e nobreza, tendo sido símbolo dos reis da Casa de Davi (Ap 5,5) e tendo sido usado como brasão da Tribo de Judá (Gn 49,9), portando a cruz na espádua (Ez 9,4), representa Jesus Cristo e os cristãos, soldados de Cristo, sendo de jalde (ouro) traduz nobreza, autoridade, premência, generosidade, ardor e descortínio. A cruz da espádua simboliza a religião cristã, que o Bispo deve defender, sendo de goles (vermelho) representa o fogo da caridade inflamada no coração do bispo, bem como valor e socorro aos necessitados. As orletas são sinal de brisura, ou seja a diferenciação de uma origem comum pela qual o Bispo deve derramar seu sangue, se necessário; representa ainda golpes de espada no soldado cristão, na luta pela Igreja; sendo que por seu esmalte goles (vermelho) têm o significado acima descrito. O lema: “Ela te esmagará a cabeça” foi tirado do livro do Gênesis (Gn 3,15), onde Deus promete a vitória da Virgem Maria sobre o Dragão,  assegurando o triunfo da Igreja.
Sobre o modernismo que rondava a Igreja na fase pré-Vaticano II 
Esta tendência – a conciliar os extremos inconciliáveis, de encontrar uma linha média entre a verdade e o erro, se manifestou desde os primórdios da Igreja. (...). Condenado o arianismo, esta tendência deu origem ao semi-arianismo. Condenado o pelagianismo, ela engendrou o semipelagianismo. Condenado em Trento o protestantismo, ela suscitou o jansenismo. E dela nasceu igualmente o modernismo condenado pelo Beato Pio X, monstruosa confluência do ateísmo, em uma escola apostada em apunhalar traiçoeiramente a Igreja. A Seita Modernista tinha por objetivo, permanecendo dentro dela, falsearlhe por argúcias, subentendidos e reservas a verdadeira doutrina, que exteriormente fingia aceitar. Esta tendência não cessou ainda; pode-se mesmo dizer que ela faz parte da História da Igreja.

## Tradidi...quod et accepi
Com a chegada do novo Bispo Dom Carlos Alberto Navarro, mais tarde arcebispo de Niterói, os padres que se mantiveram tradicionais foram afastados. À pedido destes padres, D. Antônio decidiu apoiá-los e fundou assim a União Sacerdotal São João Maria Vianney.
Juntamente com Monsenhor Marcel Lefebvre fez diversas advertências ao Papa sobre a crise que a Igreja vivia e será co-sagrante nas consagrações episcopais levadas a cabo por Monsenhor Lefebvre, em 30 de Junho de 1988, em Écône, na Suíça. Sofreu a excomunhão latae setentiae (visto não haver mandato pontifício), declarada pela Congregação para os Bispos e pelo Papa, através do Motu Proprio Ecclesia Dei, sobre Marcel Lefebvre, D. Antônio e os 4 bispos sagrados.

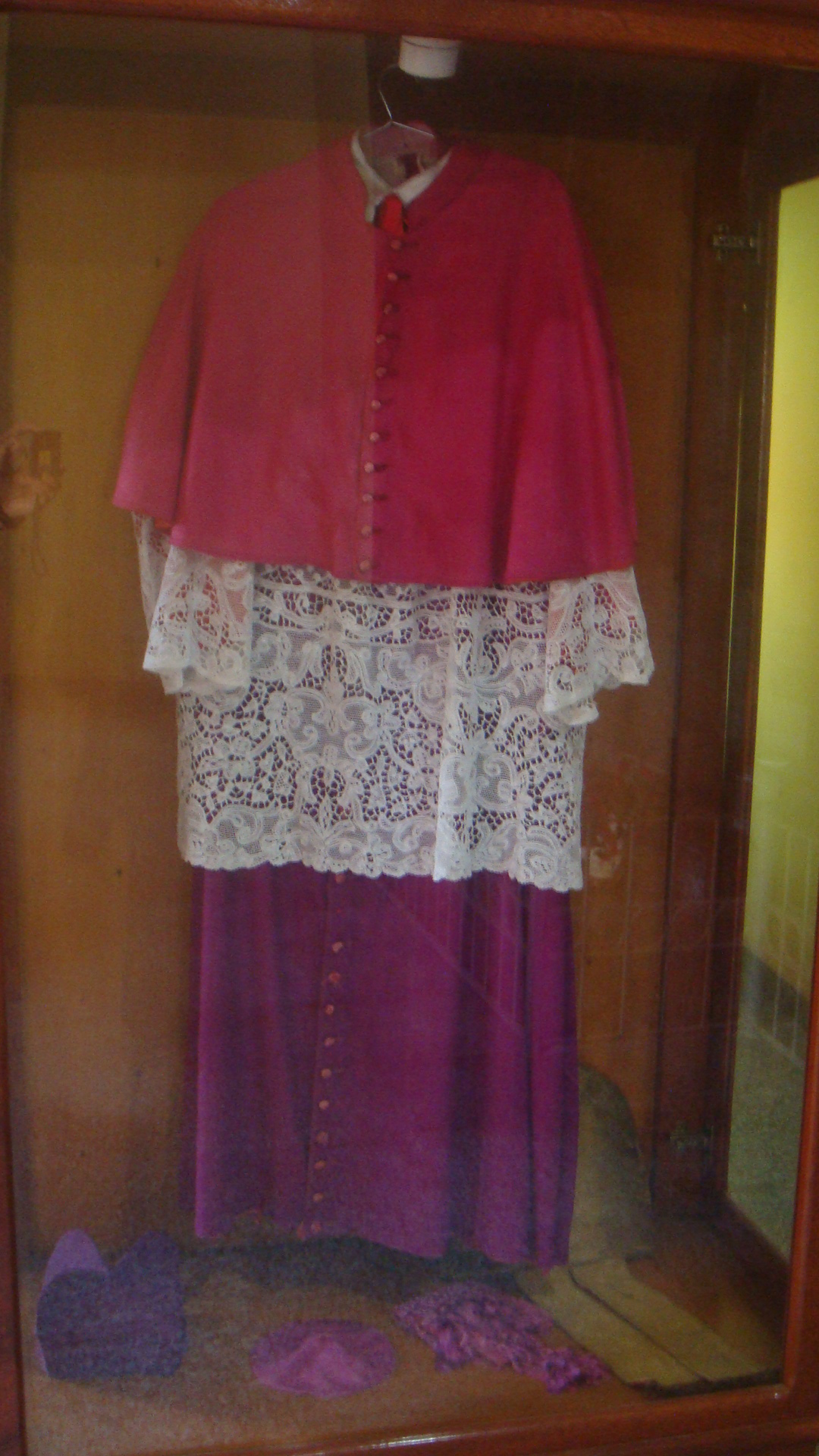
Memorial a Dom Mayer em Bom Jesus, expondo suas "vestes corais", isto é, a batina roxa (com o barrete, solidéu e faixa roxa no chão do memorial, ao lado de uma mitra), a mozeta, e a sobrepeliz. Dom Mayer usou entre outras ocasiões, estas roupas nas sagrações de Écône, na Suiça, em 1988.

Seu último ato público foi a ordenação sacerdotal de Padre Manoel Macêdo de Farias, em Varre-Sai, a 18 de dezembro de 1988, após retornar das Sagrações de Écône. Depois, a debilidade das forças não permitiriam mais. Faleceu em 25 de abril de 1991 e foi sepultado na cripta da Capela da Ordem Terceira de Nossa Senhora do Carmo.
| “ | Vivemos –- ninguém nega –- uma terrível crise na Igreja, que atinge profundamente o sacerdócio católico. A perpetuidade do Santo Sacrifício da Missa, a administração dos Sacramentos, a guarda e a transmissão fiel da fé católica estão hoje séria e gravemente ameaçadas. Por tudo isso é inegável o gravíssimo estado de crise na Igreja. Necessidade de padres católicos para o Santo Sacrifício, para a doutrina. Quando as autoridades da Igreja se recusam a dar-lhe destes padres verdadeiramente católicos, um bispo não pode pretender ter cumprido seu dever, se se limita a resistir na fé, como um leigo. Diante de Deus, de Quem recebi, na sagração episcopal, a plenitude do poder de ordem, afirmo que, na presente crise, não só é lícito, mas urge mesmo como dever impostergável utilizar destes poderes para o bem das almas. Declaro, por fim, que só realizo esta ordenação sacerdotal por sabê-la inteiramente lícita e de acordo com a vontade da Igreja perene. Cumpro a missão que me foi confiada: Tradidi...quod et accepi! Transmito o sacerdócio católico que recebi! | ” |

D. Licínio Rangel sucedeu a D. António de Castro Mayer como superior da União Sacerdotal São João Maria Vianney. Foi regularizada a União Sacerdotal São João Maria Vianney, em 2001, que passou a ser a Administração Apostólica Pessoal São João Maria Vianney.
Pelo decreto protocolo nº 126/2009 emitido aos 21 de janeiro de 2009, a Congregação para os Bispos revogou, a pedido deles, a excomunhão dos quatro bispos sagrados por Lefebvre e Castro Mayer. O decreto inclui a cláusula: "Com base nas faculdades que me foram expressamente concedidas pelo Santo Padre Bento XVI, em virtude do presente Decreto removo aos Bispos Bernard Fellay, Bernard Tissier de Mallerais, Richard Williamson e Alfonso de Galarreta a censura de excomunhão latae sententiae declarada por esta Congregação no dia 1 de Julho de 1988, enquanto declaro desprovido de efeitos jurídicos, a partir da data de hoje, o Decreto então emanado."
Wayne Nichols interpretou esta cláusula como libertação da excomunhão de 1988 em favor também dos bispos Castro Mayer e Lefebvre. John Zuhlsdorf comentou que como resultado do novo decreto os quatro bispos da Fraternidade São Pio X podem voltar a confesar-se; mas os outros dois bispos excomungados em 1988 não têm mais essa oportunidade.